# كيسة حنجرية
الكيسة الحنجرية (بالإنجليزية: Laryngeal cyst)‏ هي الخراجات التي تحدث على الحنجرة أو في كثير من الأحيان المناطق الواقعة «فوق المزمار» (بالإنجليزية: supraglottic)‏ مثل لسان المزمار والأخدود.  عادة لا تمتد الكيسة الحنجرية إلى غضروف الغدة الدرقية. قد تكون الكيسة الحنجرية عيبا خلقيا يظهر في المولود  أو قد تتطور لاحقا بسبب مرض تنكسي.  غالبا ما تتداخل الكيسة الحنجرية مع إخراج أصوات الكلامية والتلفظ.

## العرض السريري
العرض الأكثر شيوعا هو بحة في الصوت، بينما الألم والصرير أو انسداد الحنجرة هي شكاوى غير اعتيادية.  قد تسبب الكيسة الحنجرية انسداداً في الجهاز التنفسي مما يؤدي إلى ضيق التنفس  وحتى حدوث زرقة، وانكماش وداجي (بالإنجليزية: jugular)‏ وشرسوفي فوق المعدة (بالإنجليزية: epigastric)‏.  قد تتواجد تلك التشوهات الخلقية مع انسداد شديد لمجرى الهواء عند الولادة، مما يستلزم تدخل الطوارئ والتنبيب. 

## التشخيص

### أنواعها
هناك ثلاثة أنواع من الكيسة الحنجرية، وهي: 
1. المخاطية.
2. النزفية.
3. الخلقية.

بيد أن هناك تصنيف جديد للأكياس الحنجرية الخلقية على أساس امتداد الكيس وأنسجة المنشأ الجنينية، لتسهيل الإدارة الجراحية الأولية. 

## العلاج
يمكن أن تكون المعالجة طبية أو جراحية.  في كثير من الأحيان يُفضل العلاج بالتنظير الداخلي بالليزر.  «العلاج الصوتي» قد يكون ضرورياً في بعض الأحيان.

## علم الأوبئة
تحدث الكيسة الحنجرية الخلقية بواقع حوالي 1.8 لكل 100,000 من الأطفال حديثي الولادة. 
تشكل الكيسة الحنجرية حوالي 4% من جميع حالات أورام الحنجرة  أو حوالي 5% من الأورام الحميدة الحادثة في الحنجرة.  الانتشار بين الجنسين متساوي. 